# Посёлок Ожерельевского плодолесопитомника
Ожерельевского плодолесопитомника — поселок в городском округе Кашира Московской области.

## География
Находится в южной части Московской области на расстоянии приблизительно 9 км на юго-восток по прямой от железнодорожной станции Кашира у восточной окраины микрорайона Ожерелье города Кашира.

## История
Основан в 1933 году, когда был организован Ожерельевский питомник Каширского агролесхоза. До 2015 года входил в состав городского поселения Ожерелье Каширского района.

## Население
| 2002 | 2010 |
| ---- | ---- |
| 227  | ↘205 |

Постоянное население составляло 227 человек в 2002 году (русские 98 %).